# Programmet för systematisering av byarna
Programmet för systematisering av byarna (rumänska: Sistematizarea), även bysystematiseringsprogrammet eller byförstörelseprogrammet, var ett program för tvångsförflyttning av befolkningen från orter med som mest 1 000 invånare till så kallade agro-insdustriella centra i det kommunistiska Rumänien på 1980-talet. 

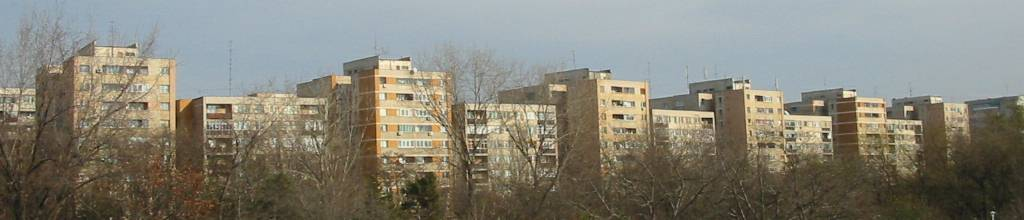
Lägenhetshus i Bukarest byggda under kommunisttiden

## Historia

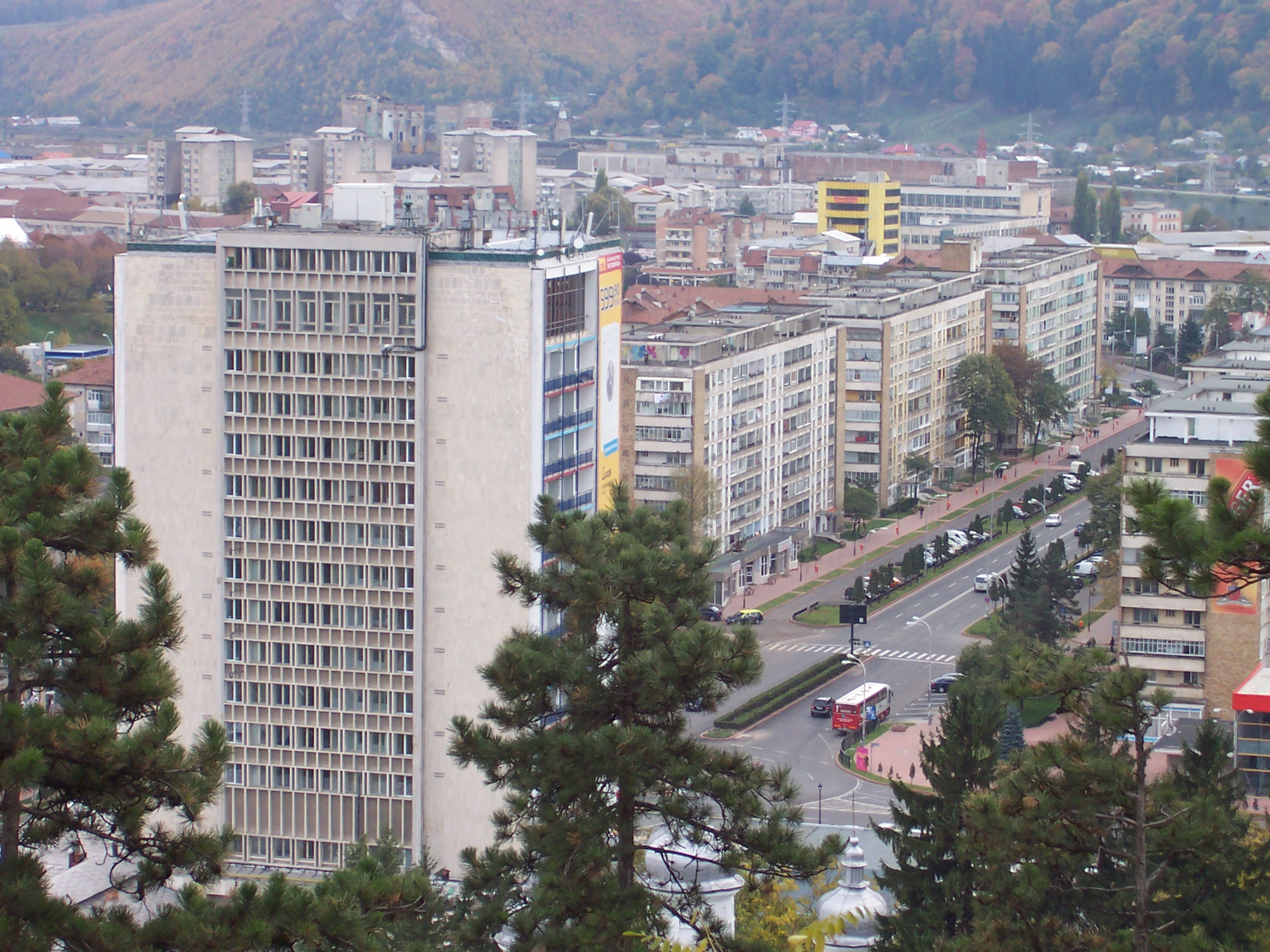
Piatra Neamț, vy över Strada Eminescu, 2007

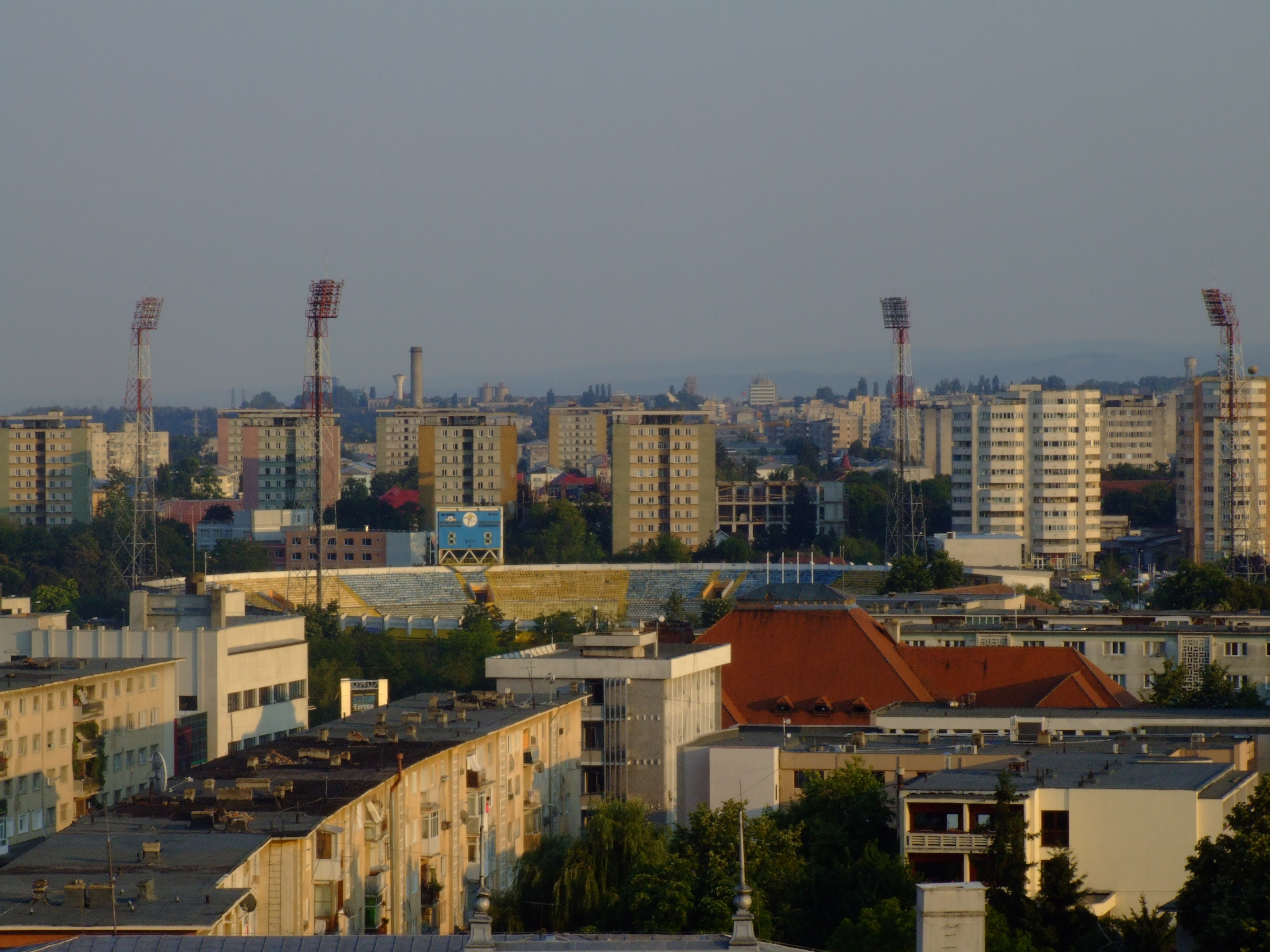
Bacău, 2007

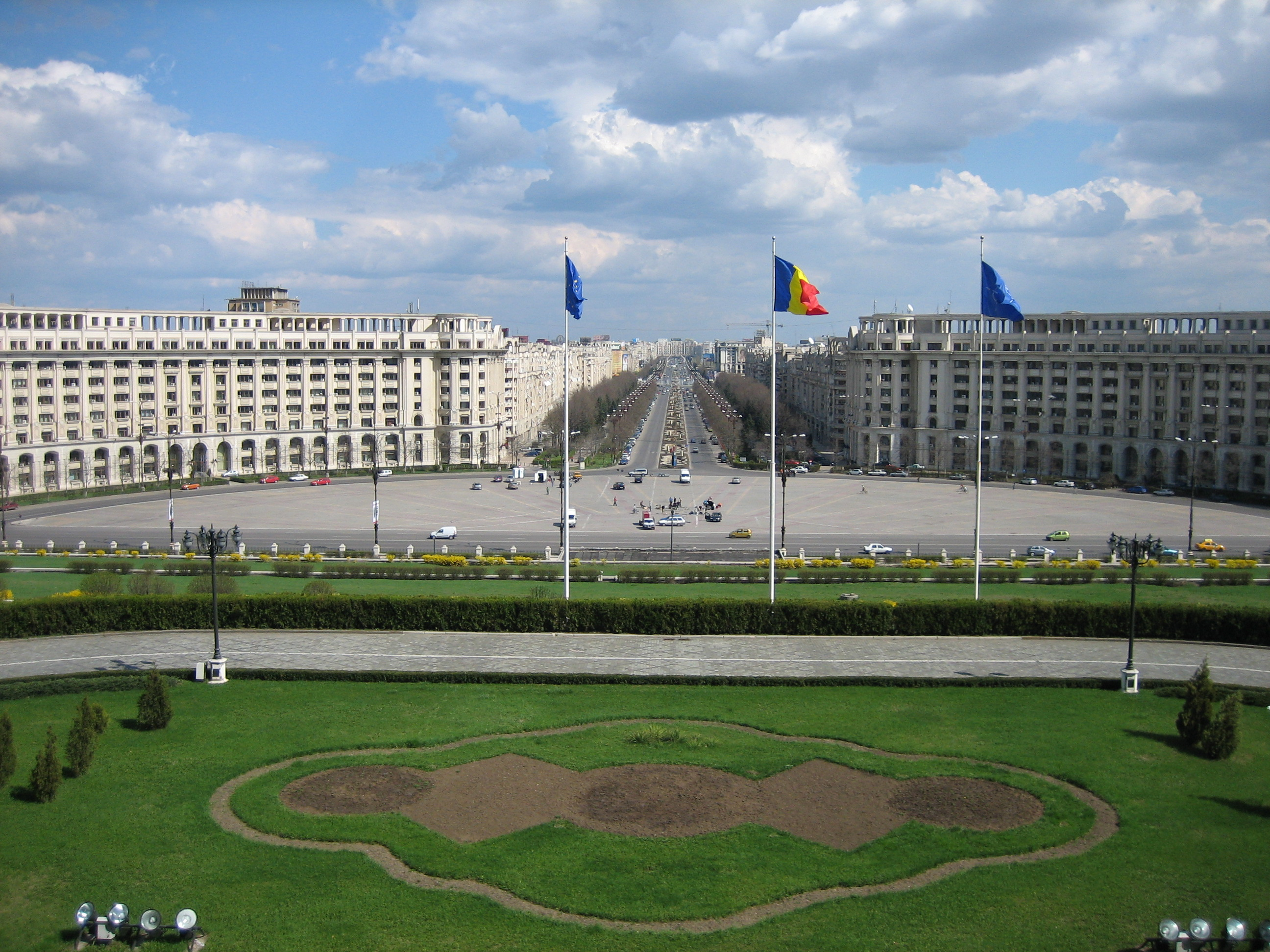
Bulevardul Unirii i centrala Bukarest sett från Parlamentspalatset med Piața Constituției i förgrunden.

Under sin Asienresa 1971 gjorde den rumänska ledaren Nicolae Ceaușescu ett statsbesök i det kommunistiska Nordkorea. Han imponerades av den nordkoreanska jucheideologin, som är en kombination av marxism-leninism med en stark nationalism och ekonomisk självförsörjning som mål. Detta system ville Ceaușescu anpassa till rumänska förhållanden. 1972 antogs därför ett systematiseringsprogram av ledningen för Rumäniens kommunistparti som i parlamentet blev lag 85/1974. Detta omfattande omvandlingsprogram hade som syfte att främja den sociala och ekonomiska utvecklingen i landet.
Beträffande markanvändning hade programmet som huvudsakligt mål att avbryta omvandlingen av jordbruksmark till bostads- och industriområden för att istället utveckla jordbruksproduktionen. Som följd av detta skulle tätbebyggda områden inte längre växa geografiskt, vilket innebar att de istället skulle bli mer kompakta.
I städerna användes programmet för att avskaffa "borgerliga bostadsstrukturer" och för att ersätta dessa med nya socialistiska stadsdelar. I många städer innebar detta att höghuskomplex byggdes i gamla villaförorter och i vissa fall att de historiska stadskärnorna revs. Systematiseringslagen låg även till grund för de radikala ombyggnationerna av huvudstaden Bukarest som innebar att stora delar av stadens gamla centrum revs till förmån för det stora Folkets palats (som numera inhyser landets parlament), Boulevarden för socialismens seger, dess kringliggande regeringsbyggnader samt en mängd lägenhetskomplex.
På landsbygden innebar systematiseringen att såväl befolkning som den ekonomisk verksamhet koncentrerades till två eller tre centrala byar i varje förvaltningsområde. 
Genom förflyttning av en stor del av landsbygdsbefolkningen i 558 
nya agro-industriella centra hoppades den rumänska regeringen att jordbruksmark skulle frigöras i och med att många av de gamla byarna övergavs. Mellan 5000 och 7000 av Rumäniens totalt 13000 byar skulle enligt planerna försvinna innan år 2000.
Under 1970-talet och början 1980-talet genomfördes endast indirekta åtgärder. I centralbyarna, som skulle finnas kvar, byggdes det bostäder och grundades det nya industrier, samtidigt som samtliga nyinvesteringar i småbyarna upphörde och ett förbud mot byggande av privatbostäder infördes. Byarna var tänkta att dö ut på längre sikt. 1988 tillkännagavs dock den nya "bulldozer-taktiken", som innebar att 7000 byar aktivt skulle jämnas med marken.
I närheten av Bukarest färdigställdes de första centralbyarna med sina kollektiva jordbruk 1989. Människorna bodde i lägenheter bestående av två rum med ett fyra kvadratmeter stort kök utan rinnande vatten. En lägenhet delades av sex personer, eftersom varje familj uppmuntrades att ha minst fyra barn. Några badrum fanns inte, utan varje hyreshus delade på en toalett som fanns på en innergård. På bottenvåningen bodde en tjänsteman från milisen som såg till att de boende vaknade på morgonen. Han fördelade spadar, liar och högafflar, följde de boende till fältarbetet och stängde husdörren på kvällen. Vid lunchtid delades matlådor ut till arbetarna, men milisen hade sin egen matsal.
Efter rumänska revolutionen 1989 upphörde systematiseringsprogrammet.

## Protester

### Nationella protester
Den antikommunistiska dissidenten och människorättsaktivisten Doina Cornea från Cluj-Napoca riktade stark kritik mot bland annat systematiseringsprogrammet i sitt tredje öppna brev, vilket undertecknades av 27 offentliga personer i Rumänien.
I början av 1989 skrev sex tidigare högst uppsatta personer inom kommunistpartiet (Silviu Brucan, Gheorghe Apostol, Alexandru Bârlădeanu, Grigore Răceanu, Corneliu Mănescu, och Constantin Pîrvulescu) ett öppet brev i vilket de kritiserade Ceaușescuregeringen för att ignorera mänskliga rättigheter och köra ekonomin i botten, samtidigt som de krävde reformer, där systematiseringen nämndes särskilt.
Prästen László Tőkés, som senare skulle bli en nyckelfigur i den rumänska revolutionen 1989 kritiserade även programmet i sina predikningar.
En liten grupp ingenjörer och arkitekter kritiserade programmet, vilket ledde till repressalier.

### Internationella protester
FN:s kommission för mänskliga rättigheter antog 9 mars 1989, med 21 röster mot 7, en resolution för att utreda brott mot de mänskliga rättigheterna i Rumänien, med bakgrund av systematiseringen samt behandlingen av landets etniska minoriteter. Det faktum att tidigare allierade som Östtyskland, Bulgarien och Sovjetunionen lade ner sina röster bidrog till en växande isolering av Rumänien. Ungern röstade för resolutionen.
Sveriges regering kritiserade Rumänien i Unesco och inför FN:s generalförsamling. Av Utrikesutskottet kallades bysystematiseringsprogrammet för "ett allvarligt brott mot de mänskliga rättigheterna."